# Smartzee
Smartzee (geboren in 1980 in Benin, Afrika) is een Franse rapper, producer en songwriter. Met zijn bijdrage aan het nummer Et c'est parti van Nâdiya kreeg Smartzee enige bekendheid. Hij tevens werkzaam als label eigenaar van Wishmaster Records.
In 2006 startte Smartzee zijn solocarrière met het nummer "It's on". Het nummer kent een bijdrage van Gilles Luka en wordt geproduceerd door Fredwreck, die eerder al met Dr Dre, Snoop Dogg, Eminem, en Cypress Hill heeft samengewerkt. In de videoclip is ook Snoop Dogg te zien.

## Discografie
- 2004 - Et c´est parti (Bijdrage op single Nâdiya)
- 2006 - Tous ces mots (Bijdrage op single Nâdiya)
- 2006 - It's on (Single) (Zangbijdrage door Gilles Luka)